# Ameerega braccata
Ameerega braccata är en groddjursart som först beskrevs av Franz Steindachner 1864.  Ameerega braccata ingår i släktet Ameerega och familjen pilgiftsgrodor. IUCN kategoriserar arten globalt som livskraftig. Inga underarter finns listade i Catalogue of Life.